# Andrew Breitbart
Andrew James Breitbart (n. 1 februarie 1969, Los Angeles, California, SUA – d. 1 martie 2012, Los Angeles, California, SUA) a fost un jurnalist conservator american,  scriitor și comentator.
Andrew Breitbart este fondatorul companiei media Breitbart News și co-fondator al The Huffington Post.
După ce a contribuit la dezvoltarea HuffPost și Drudge Report⁠(d), Breitbart a creat Breitbart News, un site de știri și opinii radicale. Acesta a fost implicat în scandalul de sexting al politicianului Anthony Weiner⁠(d), demiterea lui Shirley Sherrod⁠(d) și scandalul ACORN din 2009⁠(d). Jurnaliștii Nick Gillespie⁠(d) și Conor Friedersdorf⁠(d) consideră că Breitbart a schimbat modul în care se abordează subiectele politice, „demonstrând cum internetul poate fi utilizat pentru a depăși limitele informaționale impuse de purtători de cuvânt sau de marile companii media”.

## Biografie
Breitbart s-a născut în Los Angeles pe 1 februarie 1969. A fost fiul adoptiv al lui Gerald - proprietarul unui restaurant - și Arlene Breitbart - bancher; a copilărit în cartierul Brentwood⁠(d). A fost adoptat la vârsta de trei săptămâni și a crescut într-o familie de evrei. Părinții săi biologici erau irlandezi americani⁠(d). Mama sa adoptivă s-a convertit la iudaism după ce s-a căsătorit cu tatăl său adoptiv. Breitbart a studiat la o școala ebraică⁠(d) și a avut un Bar Mițva. Acesta era agnostic.
Breitbart a urmat cursurile școlii Brentwood⁠(d), una dintre cele mai bune școli private din țară, dar nu s-a remarcat prin rezultatele școlare, menționând că: „Simțul umorului m-a salvat”. În această perioadă a descoperit plăcerea scrisului și a publicat prima sa piesă de comedie în ziarul școlii - intitulat Brentwood Eagle - în care analiza inegalitatea din liceul său pornind de la mașinile din parcarea instituției: „Unul avea Mercedes și BMW-uri, celălalt Scirocco și GTI-uri”. Breitbart menționează că educația sa a fost apolitică, cu excepția unui caz: momentul în care rabinul familiei l-a susținut pe Jesse Jackson⁠(d) care era acuzat de antisemitism după comentariul său despre „Hymietown”. Părinții săi au părăsit sinagoga în semn de protest.
În timpul liceului, primul său loc de munca a fost să livreze pizza⁠(d); a livrat uneori unor celebrități precum Judge Reinhold⁠(d). Și-a obținut licența în studii americane⁠(d) în cadrul Universității Tulane⁠(d) în 1991. Primele sale locuri de munca au fost la canalul de televiziune E! Entertainment - unde contribuia la revista online a companiei - și pentru o perioadă în producția de filme. A devenit membru Lincoln al Institutului Claremont⁠(d) în 2009.
Om de stânga la începutul carierei, Breitbart și-a schimbat convingerile politice după ce a experimentat „o epifanie⁠(d)” în timpul audierilor de confirmare⁠(d) a judecătorului Curții Supreme Clarence Thomas în 1991. Acesta a considerat atacurile din partea liberalilor drept nefondate. Breitbart s-a descris mai târziu drept „un conservator Reagan” cu înclinațiilibertariene.
Programele radio prezentate de gazde precum Rush Limbaugh l-au ajutat pe acesta să-și perfecționeze convingerile politice și filozofice. În același timp, i-au stârnit interesul pentru studiu reprimat între timp din cauza „cugetărilor nihiliste ale postmoderniștilor răposați” care dominau la Tulane. În această perioadă, Breitbart a citit lucrarea Sexual Personae⁠(d) a lui Camille Paglia⁠(d) - un studiu minuțios al artei, literaturii și culturii occidentale din Egiptul antic până în secolul XX - despre care declara că „m-a făcut să realizez cât de puține cunoștințe am acumulat în facultate”.

## Lucrări
- Righteous Indignation: Excuse Me While I Save the World. Grand Central Publishing. 15 aprilie 2011. ISBN 978-0-446-57282-8.
- Ebner, Mark C.; Andrew Breitbart (10 martie 2005). Hollywood, Interrupted: Insanity Chic in Babylon – The Case Against Celebrity. Wiley. ISBN 978-0-471-70624-3.